# 孔稚珪
孔稚珪（447年—501年），一作孔珪，字德璋，會稽山陰（今浙江紹興）人，南朝齊駢文家。

## 生平
不樂世務，居宅盛营山水，“门庭之内，草莱不剪”，有人問他是否在效法漢代陈蕃? 稚珪笑曰：“我以此当两部鼓吹，何必期效仲举。”與陸慧曉、謝淪、顧歡有往來。南朝宋泰始年間為州主簿，舉秀才，為安成王車騎法曹參軍，任尚書殿中郎。
南朝宋順帝升明初年（477年），蕭道成擔任驃騎將軍時，慕其文名，引為記室參軍，和江淹同在幕中“對掌辭筆”。歷官正員郎、中書郎。齊武帝永明年間，任御史中丞。东昏侯永元元年（499年）迁太子詹事。齐和帝中兴元年（501年）卒。追赠金紫光禄大夫。
《隋書·經籍志》載孔稚珪有集10卷，現僅存文10多篇，《漢魏六朝百三家集》中輯有《孔詹事集》1卷，最著名的作品是骈文《北山移文》，历来为人传诵。

## 延伸阅读
[在维基数据编辑]
 在维基文库阅读此作者作品
 《南齊書/卷48》，出自萧子显《南齊書》